# Corvette Racing

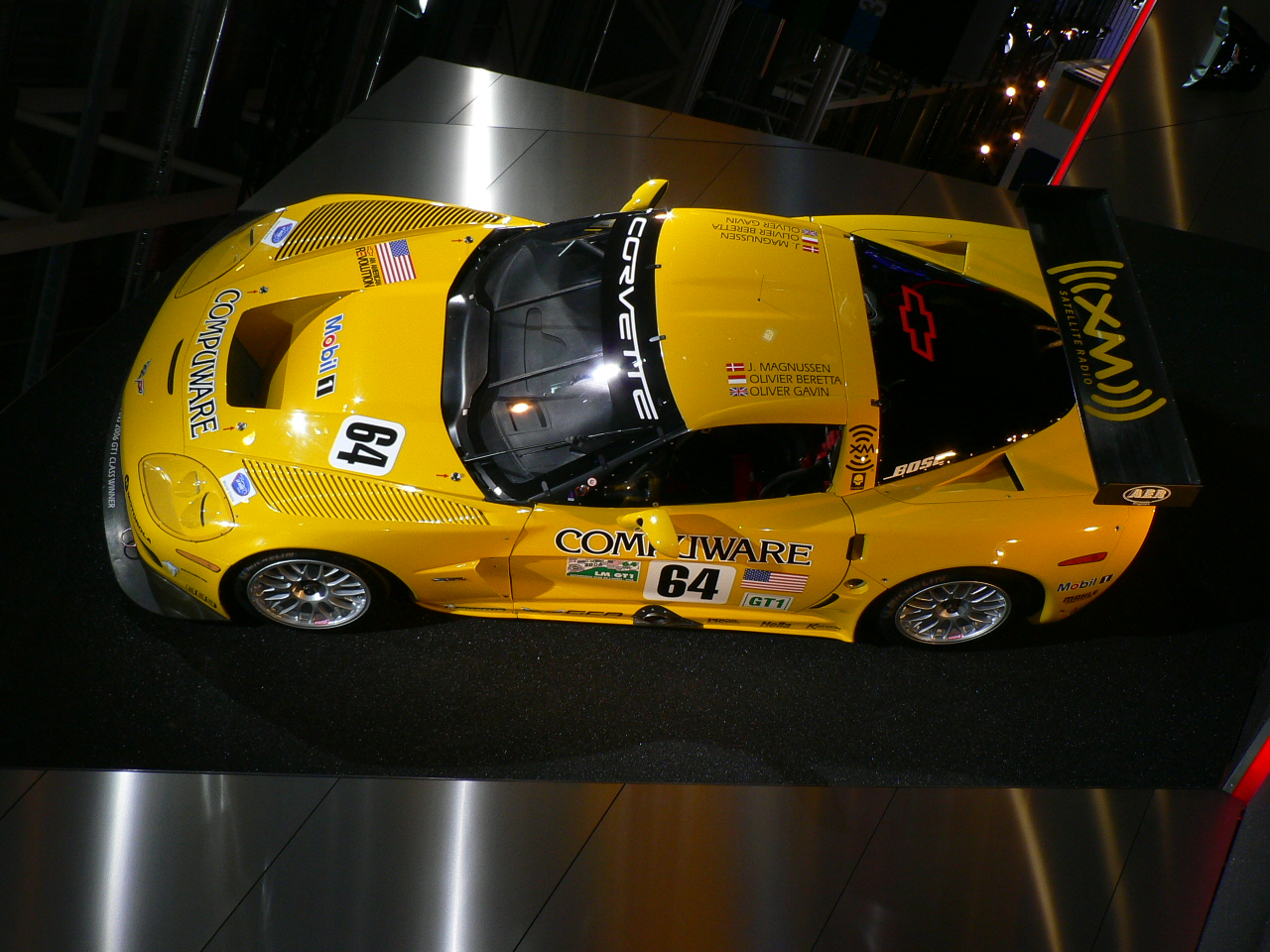
Une Chevrolet Corvette C6.R à Paris en 2006.

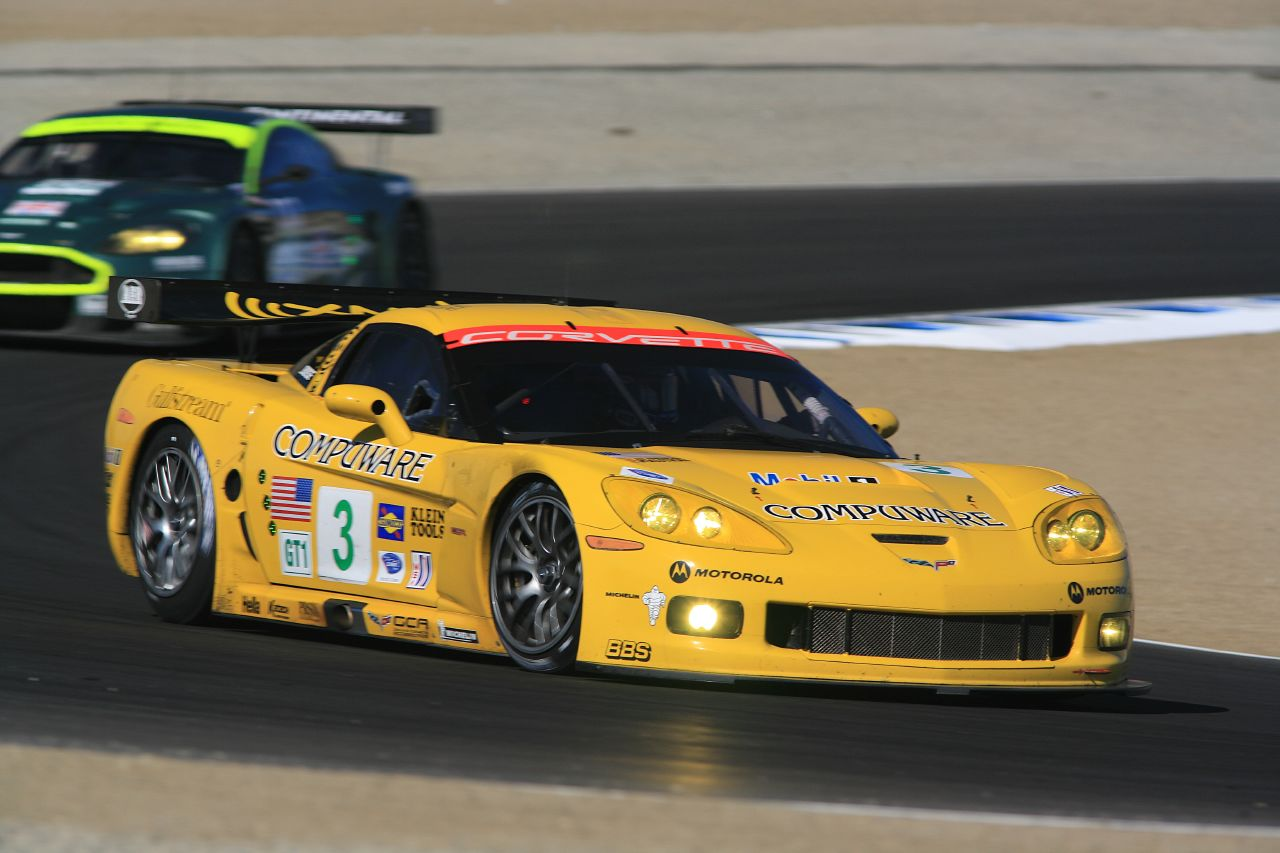
Une Chevrolet Corvette C6.R à Laguna Seca en 2006.

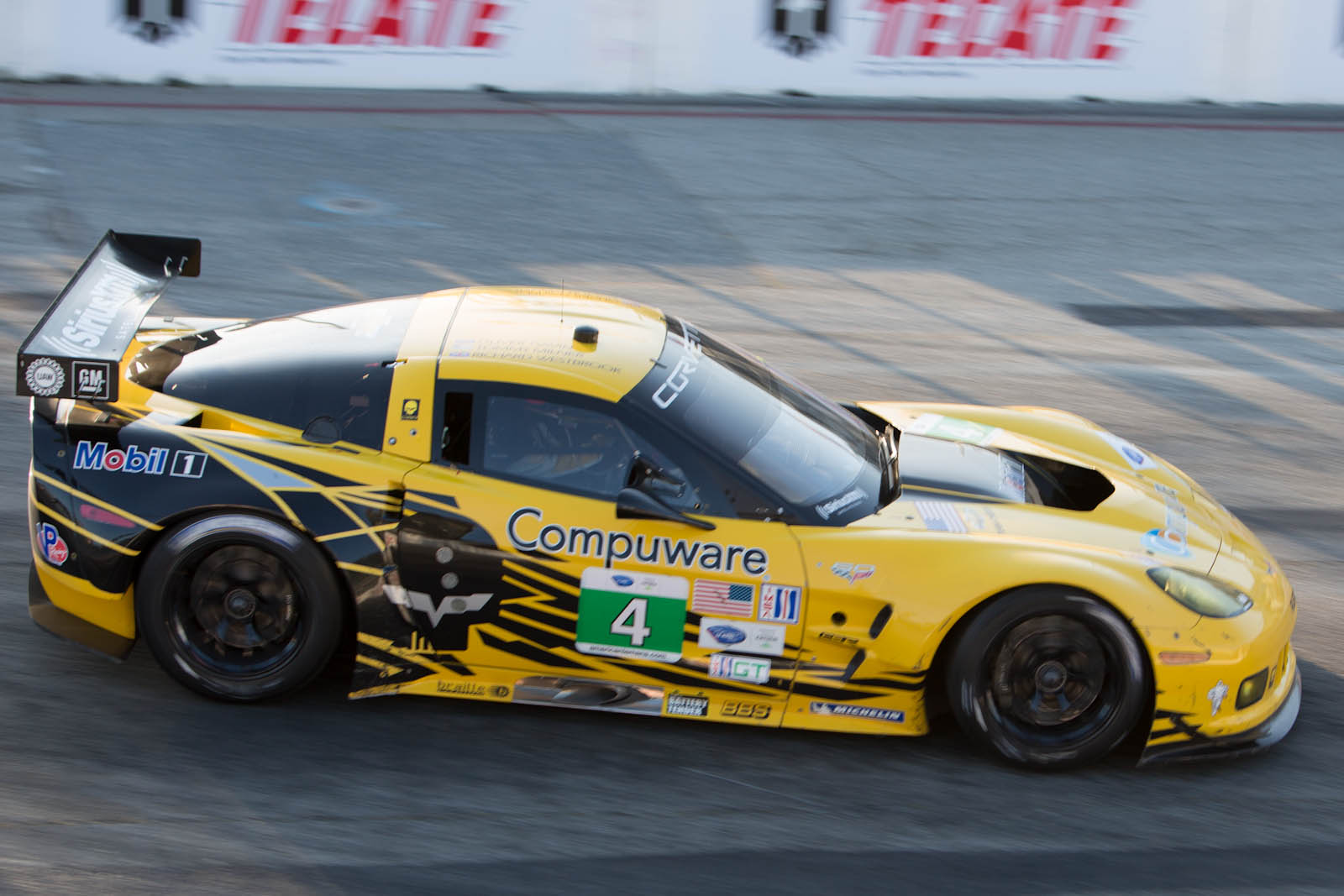
Long Beach en 2012

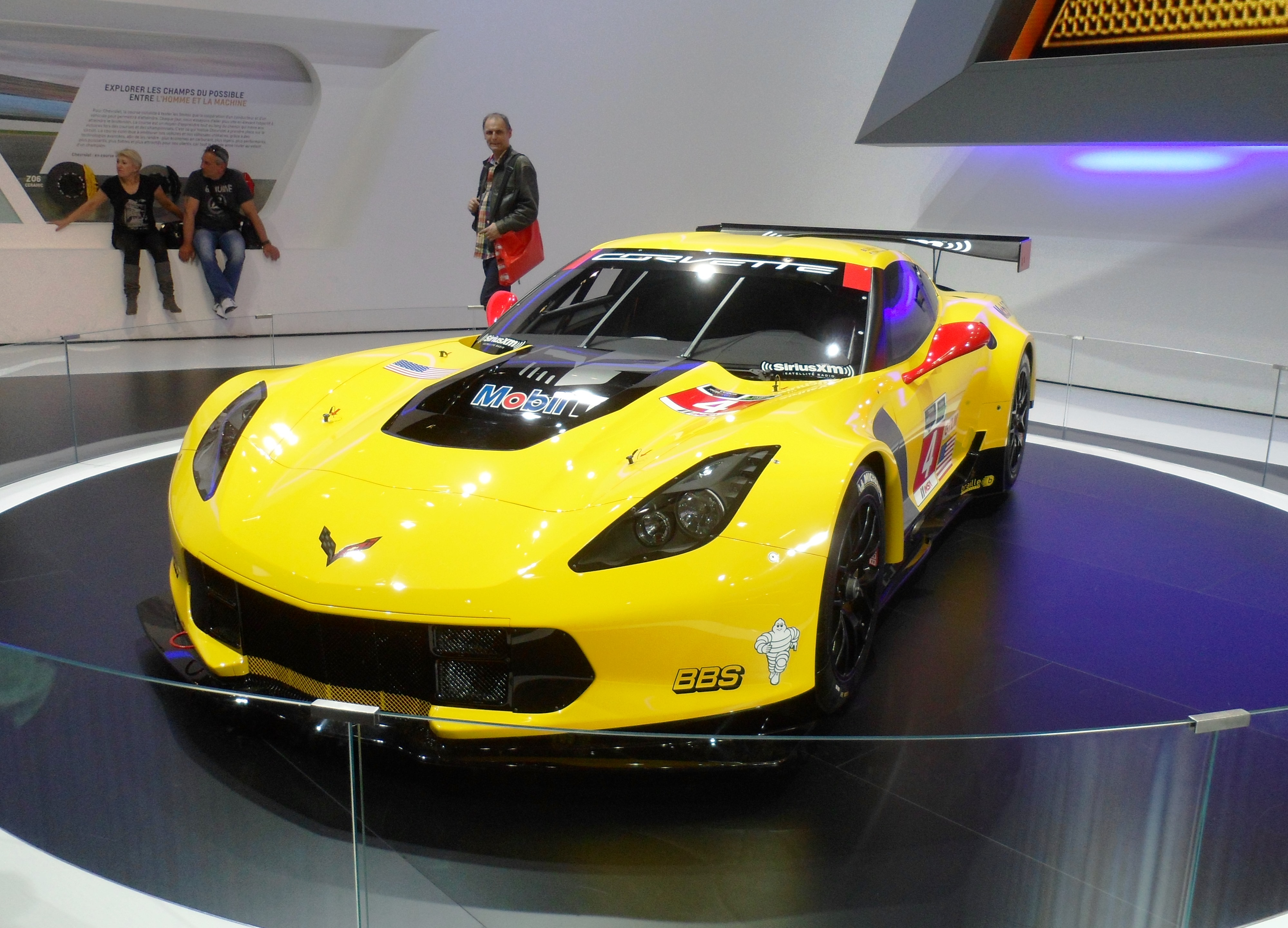
La Corvette C7.R utilisée en 2014

Corvette Racing est la division sport de Chevrolet, elle est gérée par l'entreprise Pratt & Miller qui est basée à New Hudson (en) dans le Michigan aux États-Unis.
L'écurie de course participe au championnat américain WeatherTech SportsCar Championship et aux 24 Heures du Mans.

## Historique
Les voitures sont préparées par Pratt & Miller Engineering, une entreprise fondée par Gary Pratt et Jim Miller en 1989 et depuis le développement de la Corvette C5-R en 1999, ce préparateur est la clé de voûte du Corvette Racing.
L'écurie débute en 1999 aux 24 Heures de Daytona et gagne sa première course en catégorie GTS la saison suivante au Texas Motor Speedway. La première participation aux 24 Heures du Mans a lieu en 2000 et la première victoire en catégorie GTS arrive l'année suivante en 2001 avec les pilotes Ron Fellows, Johnny O'Connell et Scott Pruett.
Le Corvette Racing accompagne aussi des écuries privées comme Luc Alphand Aventures ou Larbre Compétition. La Corvette C6.R est conçue en 2005 pour la catégorie GT1.
Le passage du GT1 puis GT2 marque l'arrivée, à partir de 2009 en ALMS et 2010 aux 24 Heures du Mans, de la Corvette C6.R ZR1. Répondant au règlement GT2 (et ensuite GTE) il s'agit d'une nouvelle voiture, dérivée de la Corvette ZR1, ayant sous son capot un V8 de 5.5 L poussé à environ 450 cv.
Utilisée par le Corvette Racing depuis 2005, le modèle C6 a tiré sa révérence lors du Petit Le Mans 2013, avec un énième et dernier titre pilote et constructeur en American Le Mans Series, pour faire place à la toute nouvelle Corvette C7.R en 2014. Pour sa toute première course lors des 24 Heures de Daytona 2014, la C7.R n°4 a longtemps jouée la victoire avant de subir un problème mécanique à 3 heures de l'arrivée. La n°4 finit donc en 5e position de la catégorie GTLM tandis que la n°3 a abandonné dans la nuit sur problème mécanique. Elle obtient sa première victoire lors de la troisième épreuve de la saison lors du Grand Prix de Long Beach 2014.
En 2020, en raison de la pandémie de maladie à coronavirus, le constructeur Américain renonce à s'engager pour cette édition des 24 Heures du Mans, initialement prévue les 13-14 juin, toutefois reportée aux 19-20 septembre. Il s'agit d'une première depuis 1999.

## Palmarès
- 24 Heures du Mans
  - Vainqueur de la catégorie GTS en 2001, 2002, 2004.
  - Vainqueur de la catégorie GT1 en 2005, 2006, 2009.
  - Vainqueur de deux catégories en 2011 : GTE Pro et GTE Am en collaboration avec l'écurie Larbre Compétition.
  - Vainqueur de la catégorie GTE Am en 2012 (Larbre compétition).
  - Vainqueur de la catégorie GTE Pro en 2015.
  - Vainqueur de la catégorie LMGTE AM en 2023.

La Corvette C6.R de Oliver Gavin, Olivier Beretta et Jan Magnussen termine 5e au classement final en 2005 et 4e en 2006 derrière les LMP1 Audi et Pescarolo.
- American Le Mans Series
  - Vainqueur de la catégorie GTS en 2001, 2002, 2003 et 2004.
  - Vainqueur de la catégorie GT1 en 2005, 2006, 2007, 2008.
  - Vainqueur de la catégorie GT en 2012 et 2013.
- WeatherTech SportsCar Championship
  - Vainqueur de la catégorie GTLM en 2016, 2017, 2018 et 2020.